# جک لاوتروازر
جک لاوتروازر (انگلیسی: Jack Lauterwasser; ۴ ژوئن ۱۹۰۴ – ۲ فوریهٔ ۲۰۰۳) دوچرخه‌سوار اهل بریتانیا بود.
وی در مسابقات کشوری و بین‌المللی در مجموع برندهٔ ۱ مدال نقره شده‌است.